# El Ksar
El Ksar (em árabe: القصر) é cidade e município do sudoeste da Tunísia. O município faz parte da província de Gafsa e em 2004 tinha 29 617 habitantes, dos quais 13 598 na cidade. No mesmo ano, a delegação de El Ksar tinha 32 186 habitantes.
A cidade é um subúrbio de Gafsa, situado a sudeste e leste desta cidade, da qual está separada pelo uádi Bayech, e com a qual partilha um oásis alimentado pela nascente El Faouara. O Aeroporto Internacional de Gafsa-Ksar (IATA: GAF, ICAO: DTTF) e a localidade de Lalla, situada a sudeste de El Ksar, também faz parte do município.[carece de fontes?]